# Смирнова, Надежда Борисовна
Наде́жда Бори́совна Смирно́ва (4 января 1960, Мосальск, Калужская область — 21 сентября 2017, там же) ― российская православная писательница, лауреат Национальной премии «Лучшие книги и издательства 2010 года».

## Биография
Окончила Калужский педагогический институт (1983, исторический факультет) и Обнинский институт атомной энергетики, факультет психологии (1996). Работала корреспондентом районной газеты, учителем истории, руководителем районной картинной галереи, директором Дома пионеров.
С 2008 года профессиональная писательница. Сначала книги Смирновой издавались в небольших православных издательствах и продавались при храмах, затем вышли на широкий книжный рынок, выходя в таких крупных издательствах, как «ОЛМА Медиа Групп» и «Эксмо».
По словам главы Издательского отдела Московской патриархии митрополита Калужского и Боровского Климента, «это не богословская литература — это повести, рассказы, и человек, которые их читает, получает понимание, что необходимо обращаться к Богу. Без Бога невозможно жить. Там показана судьба людей, которые в итоге, пройдя через испытания, приходили к Богу. Это „Исповедь одинокой души“, „Коснись сердца моего, Господи“, „Степанов хлеб“. Это три книги, которые написала Надежда Смирнова — писательница, интересный человек».